# ビター (ビール)

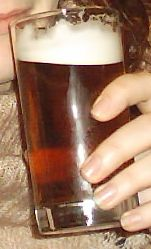
グラスに注がれたビター

ビター（英語: Bitter）は、ペール・エールに関するイギリスの用語。ビターの色は金色から暗い琥珀色まで多様で、アルコール度数は3%から7%である。

## スタイル
ビターはペール・エールスタイルのビールであり、強さ・香りの種類が非常に多彩で、色は金色から暗い琥珀色まである。ボーイズ・ビター（英語: Boys Bitter）と呼ばれるアルコール度数3%以下のものから、プレミアム・ビター（英語: premium bitter）又はストロング・ビター（英語: strong bitter）と呼ばれる度数7%のものまである。色合いはカラメル色素で調整されることがある。

## 種類

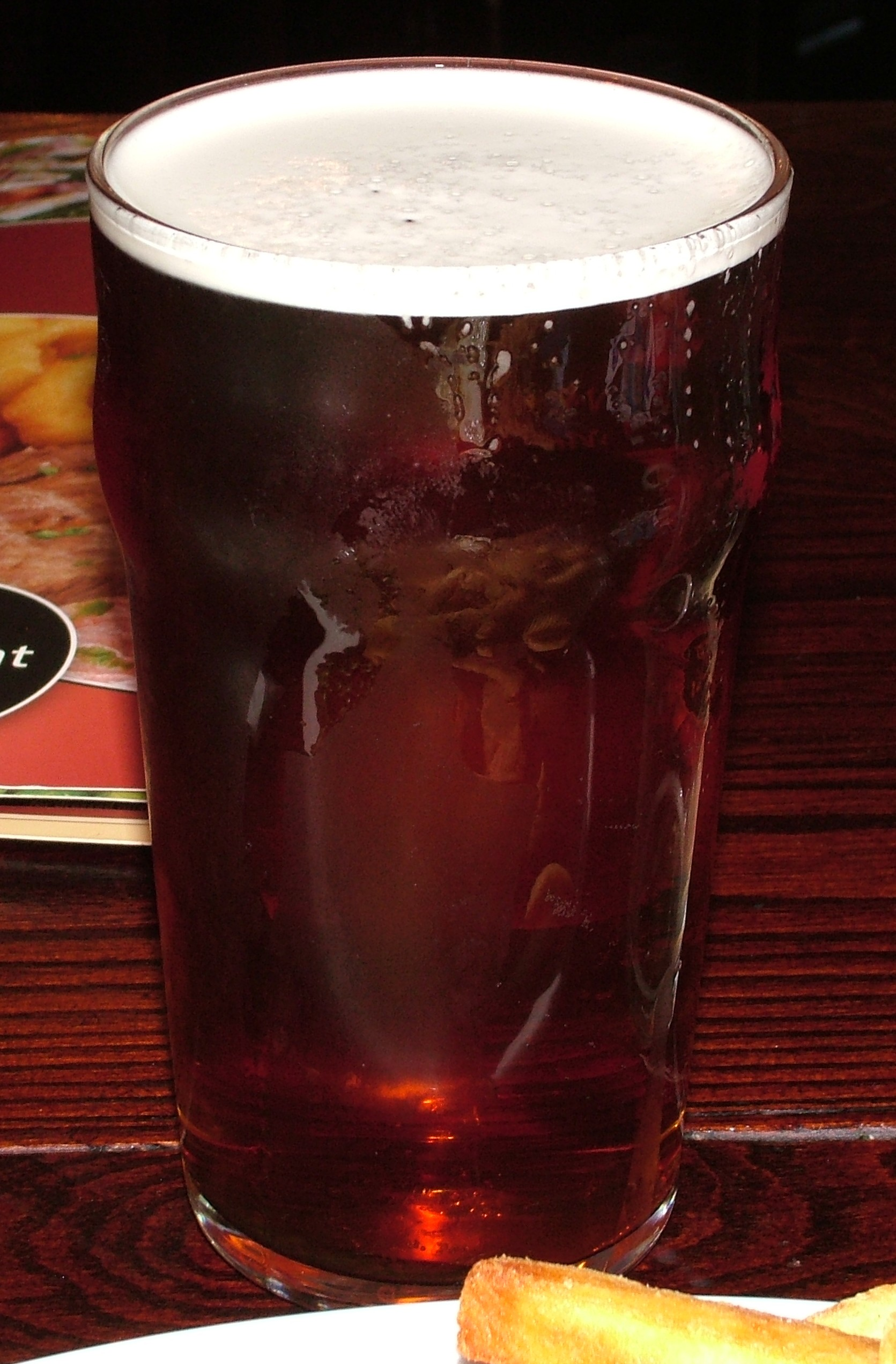
1パイントのビター

イギリスの醸造所では、ビールの強さによってベスト・ビター（best bitter）、スペシャル・ビター（special bitter）、エクストラ・スペシャル・ビター（extra special bitter）、プレミアム・ビター（premium bitter）など複数の名称を使用する。普通のビター（ordinary bitter）とベスト・ビターの間の違いに関して業界で統一された基準はなく、ある醸造所の普通が、他の醸造所のベスト・ビターよりも強いことがありうる。ベスト・ビターとの違いを示して「プレミアム・ビター」が登場した。ホップのレベルによっても同じグループで異なる可能性があり、セッション・ビター（session bitter）においてその差が顕著である。

### ライト・エール
ライト・エール（Light ale）は、アルコール度数の低いビターであり、ビール瓶に封入される場合が多い。

### セッション・ビターとオーディナリー・ビター
アルコール度数は4.1%までである。イギリスのビールの主流であるインディア・ペールエール（IPA）はこの1種であり、グリーン・キングIPA、Deuchars IPA、フラワーズIPA、ワドワース・ヘンリーズ・オリジナルIPAなどがある。IPAの比重は1040° を下回り、イギリスでは少なくとも1920年代から醸造されている。 イギリスのパブで販売されるビターの中では最も一般的な強さであり、2003年のパブの売り上げの16.9%を占めた。

### ベスト・ビターとスペシャル・ビター
アルコール度数は4.2%から4.7%である。2003年のイギリスのパブの売り上げに占める度数4.2%以上のものは、ちょうど2.9%である。弱いビターを生産しない醸造所では「ベスト・ビター」が実際には最も弱いビターを意味する。

### プレミアム・ビターとストロング・ビター
アルコール度数は4.8%以上である。エクストラ・ストロング・ビター（カナダやアメリカではESB）としても知られる。なお、ESBはイギリスではフラーズ醸造所がブランド名として保有している。

### ゴールデン・エール
ゴールデン・エール又はサマー・エール（summer ale）は見た目がペール・ラガーに類似している。サマー・ライトニング（Summer Lightning）の商品名でホップ・バック醸造所が醸造し始めたのが最初期のものであり、同社では1989年から生産している。